# Radsport im Saarland (1947 bis 1956)
Radsport im Saarland (1947 bis 1956) bezeichnet einen historischen Abschnitt der Geschichte des Radsportes im von 1947 bis 1956 teilautonomen Saarland.

## Radsport im Saarland (1947 bis 1956)
Nach dem Zweiten Weltkrieg wurde das Saarland 1947 mit einer eigenen Verfassung und einer eigenen Staatsbürgerschaft ein teilautonomer Staat, dies auch sportpolitisch. So nahm das Saarland mit eigenen Mannschaften an den Olympischen Sommerspielen 1952 und anderen Großveranstaltungen teil. Nach einer Volksabstimmung wurde im Oktober 1956 der Saarvertrag abgeschlossen, in dessen Folge das Saarland ab dem 1. Januar 1957 das zehnte Bundesland der Bundesrepublik Deutschland wurde. Damit endete auch die sportpolitische Selbständigkeit, und die Saar-Verbände im Sport schlossen sich den deutschen Verbänden in der Bundesrepublik an.

## Strukturen
Die zeitweilige Eigenstaatlichkeit des Saarlandes betraf auch den Radsport und seine Strukturen. Für den Radsport wurde die Saarländische Radfahrer-Union gegründet, die zunächst kooperativ der Fédération Française de Cyclisme (FFC) angeschlossen war.
Im Gegensatz zu Deutschland fanden erst im Sommer 1947 im Saarland die ersten Radrennen nach dem Zweiten Weltkrieg wieder statt. Die Bildung fester Strukturen wurde durch das von der französischen Militäradministration erlassenen Omni-Sportgesetz behindert, nachdem an jedem Ort nur ein Verein gebildet werden durfte, der für alle Sportarten zuständig war und naturgemäß eine Dominanz des Fußballs bedeutete. Mit Beginn der Saison 1948 nahm die Anzahl an Rennen und organisierten Radrennfahrern stark zu, nicht zuletzt ausgelöst durch die Passage, die die Tour de France 1948 durch das Saarland nahm. Es bildete sich ein Radfahrer-Bund, der die Radsportabteilungen zusammenschloss, ohne jedoch eine feste offizielle Struktur zu haben. Im Herbst 1948 wurde die Abteilung Radsport im Landesverband des Saarsports gegründet.
Als im Juli 1949 das Omni-Sportgesetz gelockert wurde, entstand der Saarländische Radfahrerbund (SRB) als selbständiger Sportfachverband. Dieser gehörte nicht länger der FFC an und wurde 1951 eigenständiges Mitglied der Union Cycliste Internationale (UCI). Seit der Eingliederung des Saarlandes in die Bundesrepublik Deutschland ist der SRB ein Landesverband im Bund Deutscher Radfahrer.

## Radrennen
Diese Struktur förderte den Radsport, der einen starken Zulauf an Mitgliedern erhielt. Es wurde eine Vielzahl von Radrennen organisiert, meist landesoffen. International ausgeschrieben wurden als erste Rennen die traditionsreiche Internationale Saarland-Rundfahrt und ein saarländisch-lothringisches Eintagesrennen. Auch Bahnrennen fanden statt, zunächst in Saarbrücken, später in Oberbexbach und Saarlouis, wo Aschenbahnrennen organisiert wurden. 1950 waren die Strukturen soweit gefestigt, dass 20 landesoffenen und drei internationale Straßenrennen stattfanden, sowie sechs internationale Bahnrennen. Mit einer Lizenz ausgestattet waren im Jahr 1950 20 Unabhängige (später sogar rund 50), 100 Amateure und knapp 100 Jugendfahrer.
Bekannte Veranstaltungen neben der Saarland-Rundfahrt waren der Große Rosenpreis von Zweibrücken und das Bergmannsrennen in Völklingen.

### Meisterschaften
Meisterschaften des Saarlandes wurde auf der Straße getrennt für die Unabhängigen, die Amateure und die Jugendklassen im Einzelrennen und im Mannschaftszeitfahren (anfangs trugen auch die Unabhängigen diese Meisterschaft aus) ausgefahren. Auf der Bahn gab es Meisterschaften im Sprint, im 10.000-Meter-Rennen, in der Mannschaftsverfolgung und im Zweier-Mannschaftsfahren. Diese Meisterschaften wurden allerdings nicht durchgängig bis 1956 ausgefahren. Querfeldeinrennen wurden ebenfalls veranstaltet und Meisterschaften ausgetragen. Saarländische Fahrer nahmen an den Straßenradsport-Weltmeisterschaften und den Weltmeisterschaften im Querfeldeinrennen teil.

## Bekannte Radrennfahrer
Neben der Klasse der Amateure gab es auch die der Unabhängigen. Bekannte Fahrer aus dem Saarland waren Günter Debusmann, Lothar Friedrich, Josef Rupp, die alle die Meisterschaft des Saarlandes gewannen. Erfolgreichste Fahrer nach Meistertiteln waren Hermann Messinger, der 15 saarländische Meistertitel gewann, sowie Jürgen Markus mit sechs Siegen bei den Amateuren.